# (38104) 1999 JL20
1999 JL20 (asteroide 38104) é um asteroide da cintura principal. Possui uma excentricidade de 0.12112870 e uma inclinação de 1.67453º.
Este asteroide foi descoberto no dia 10 de maio de 1999 por LINEAR em Socorro.